# Ricardo Rodríguez Palacios
Ricardo Rodríguez Palacios (Granada, 7 de septiembre de 1944 - Sevilla, 3 de diciembre de 2015) fue un músico compositor español, catedrático de Dirección de Coro del Conservatorio Superior de Música "Manuel Castillo" de Sevilla.

## Biografía
Nace en Granada el 7 de septiembre de 1944.
Etapa de formación. Sus estudios musicales.
Comienza a interesarse por la música desde muy pequeño mediante la asistencia a conciertos de la Banda Municipal de Granada, realizados al aire libre en el Paseo del Salón, así como a los conciertos del Festival Internacional de Música y Danza de Granada, y a través de las visitas que realizaba habitualmente a casa de su tío paterno Juan Rodríguez, donde lo escucha tocar al piano música de Mozart, Beethoven, y sobre todo, música española (Isaac Albéniz, Enrique Granados, Ángel Barrios, música de zarzuela).

Desde pequeño: mis padres eran aficionados, vivíamos en Granada y me llevaban a escuchar la Banda Municipal que todos los domingos daba un concierto al aire libre en el Paseo del Salón. Un tío mío, hermano de mi padre, tocaba el piano por afición, y con frecuencia lo escuchábamos.

Entre los año 1955-60 se desarrolla la segunda etapa de su formación musical, la cual se inicia con su entrada a estudiar en el Seminario Menor de Granada, donde prosigue con el estudio del solfeo y comienza sus estudios de piano con el profesor José Castañeda. En esta época formará parte del Coro del Seminario, bajo la dirección habitual de Jesús Blanco, y la extraordinaria (en acontecimientos especiales) de Valentín Ruiz Aznar, Maestro de Capilla de la Catedral de Granada.

## Su relación conValentín. Ruiz Aznar
Ricardo Rodríguez conoció a V. Ruiz Aznar a la edad de 11 años, quien lo propuso como tiple cantor para el Coro del Seminario: 

“donde se empezó a encauzar mi vocación musical y, concretamente, para el arte coral.”

[…] la organización de la enseñanza de solfeo en el Seminario era del siguiente modo: las clases eran masivas por ser la música por lo visto extensiva a todo el alumnado. El profesor realizaba una selección conveniente de alumnos dotados especialmente y a éstos les llamaba <<Maestrillos>>, los cuales se encargaban de enseñar al resto de los alumnos divididos en grupos. El procedimiento debería de haber dado buen resultado cuando del Seminario de aquellos años salieron muy buenos músicos, profesionalmente a la postre, entre los que podemos citar sin menoscabo de dejar a algunos en el tintero, los hermanos Ricardo y Ángel Rodríguez Palacios […].

Asimismo, y gracias a éste, el cual era el encargado de la organización de la enseñanza musical en el Seminario, le designaron como organista del Seminario a los 13 años de edad, lo cual puso a nuestro compositor en conocimiento de compositores como Nemesio Otaño, Luis Iruarrízaga, Norberto Almandoz, Luis Urteaga, José M.ª Beobide (escuela organística y compositiva vasca), Eduardo Torres, Cesar Franck o Léon Boëllmann.
A la edad de 14 años y por recomendación de Ruiz Aznar, a R. Rodríguez se le encomendó la dirección del coro en los autos sacramentales que montaba la compañía del teatro del Seminario. Con 17 años era el encargado de dirigir la música en la liturgia interna del Seminario:

En realidad ya dirigí la música de los Autos Sacramentales de Calderón de la Barca tras las bambalinas de los escenarios, cuando tenía 14 años. Más seriamente, la música en la liturgia interna del Seminario, cuando estudiaba Filosofía y Teología (a partir de los 17 años). Pero entonces no sabía dirigir.

Debido a la gran admiración que R. Rodríguez le profesaba a Valentín Ruiz Aznar, fue durante esta etapa donde comenzó su interés por la música coral:

Pero la faceta en la que yo más admiraba a D. Valentín fue como director. La música coral era una cosa menor hasta que caía bajo sus manos. Entonces su figura se agigantaba, sus manos describían una expresividad que los cantores podíamos reconocer perfectamente, se edificaba un monumento sonoro de proporciones magníficas, la música adquiría sentido, cosa que no pasa con frecuencia y, sobre todo, nos hacía sentir la emoción al cantar. D. Valentín era, sobre cualquier otra consideración musical, un director, y aquello me condicionó por completo. Bajo este punto de vista, me hizo ver que aquello, que era muy difícil, era lo más espontáneo y natural del mundo.

Un interés y posterior exigencia que se impuso en cuanto a la buena calidad en la elección de las obras a interpretar, el gusto por la dirección, así como el exhaustivo conocimiento y estudio de la nterpretación de la música del Renacimiento (Giovanni Pierluigi da Palestrina, Francisco Guerrero, Tomás Luis de Victoria), del Barroco (Johann Sebastian Bach) y del Romanticismo (Edvard Grieg, Robert Schumann, Franz Schubert).
R. Rodríguez establecerá una relación musical con Ruiz Aznar hasta su muerte en 1972, a través de las visitas que se sucederán en su casa, donde le hablaba de música (tanto de sus obras, como de las obras de Maurice Ravel, de Igor Stravinsky, de Manuel de Falla), y le enseñaba partituras, sobre todo las partituras de este último, ya que Ruiz Aznar estaba revisando sus manuscritos por encargo de la familia de éste.
A la edad de 14 años conoció a Juan-Alfonso García, quién se le ofreció para que estudiara armonía con él. Comenzó entonces una relación musical y humana que permaneció hasta el fallecimiento de Juan-Alfonso García; donde además coincidió con compañeros de estudio como García Román, Alejandro Yagüe, Francisco Guerrero, y José Ramón Encinar, en casa de J. A. García. Con él, durante muchos años estudia armonía y recibe lecciones de composición, de Filosofía, Sociología de la música, etc. En la actualidad sigue el proceso de sus composiciones, el cual sigue influyendo poderosamente en los criterios musicales de R. Rodríguez. El estudio de la Armonía que realizó con J. A. García fue muy profundo, con profusión de ejercicios. Paralelamente también le mostraba el proceso de composición de sus obras, cómo las corregía y las pulía; además de hablar de música, de autores, de la escucha de música de distintas épocas y el posterior análisis de lo escuchado. Aquí comienza el profundo interés y conocimiento de R. Rodríguez por la obra de su maestro; algunas de las cuales eran interpretadas por el autor con el Coro del Seminario Mayor, del que R. Rodríguez formaba parte, alguna otra la interpretaba, el Coro de Cámara de la Iglesia del Salvador de Granada. Pero las más importantes y difíciles quedaban sin ser interpretadas y conocidas, por lo que R. Rodríguez comenzó a albergar el deseo de poder hacerlo algún día, con un coro adecuado para ello; motivo que se añadió a sus deseos de ser algún día director de coro.
R. Rodríguez continuará su formación académica con los estudios en el Real Conservatorio Superior de Música de Granada, en la especialidad de piano, recibiendo clases de profesores como Francisco García Carrillo, Pilar Lustau o Adolfo Montero, todos relacionados musical y amistosamente con Manuel de Falla (estudios que fueron compaginados además, con los estudios superiores de Filosofía y Teología en el Seminario Mayor de Granada y en la Facultad de Teología de la Cartuja de Granada).
Asimismo se forma en las disciplinas de Canto Gregoriano, Polifonía Clásica y Dirección Coral en la Escuela Superior de Música Sagrada de Madrid, en los Cursos de Verano en Salamanca, dirigida por Tomás de Manzárraga, en los que tiene contacto con musicólogos de gran renombre (Samuel Rubio, José López Calo: "de los que he tenido la suerte enorme de aprender directamente de ellos como profesores").